# Fred Akuffo
Frederick William Kwasi Akuffo, detto Fred (Akropong, 21 marzo 1937 – Accra, 26 giugno 1979), è stato un politico e generale ghanese.
È stato a capo dell'esercito di difesa delle forze armate ghanesi, nonché capo di Stato del Ghana e capo del Consiglio militare supremo dal luglio 1978 al giugno 1979.
Salì al potere dopo aver condotto un colpo di Stato, ma fu deposto da un altro colpo di Stato circa tre settimane dopo.
Fu giustiziato nel giugno 1979.